# 西荻窪 三ツ星洋酒堂
『西荻窪 三ツ星洋酒堂』（にしおぎくぼ みつぼしようしゅどう）は、浅井西による日本の漫画作品、及びそれを原作としたテレビドラマ作品。月刊少女漫画雑誌『ミステリーボニータ』（秋田書店）2020年11月号（2020年10月6日発売）から連載し、第21話まで描かれた。
キャッチフレーズは『缶詰×酒×イケメンのおいしい物語』。
東京・西荻窪にある、カクテルと缶詰料理という少し変わったバーを訪れる悩み多き客たちが、美しきバーテンダーが創造するカクテルと無口なシェフが供する料理、そしてオーナーが醸し出す雰囲気に包まれながら少しずつ前を向こうとする人間ドラマを描く。

## 登場人物
雨宮 涼一朗（あまみや　りょういちろう）
東京・西荻窪にあるBar「三ツ星洋酒堂」の美青年バーテンダー。店の通勤に運転手付きの送迎車がある程の裕福な家の生まれで、幼少期から同居している婚約者・芽衣香がいる。経済的に何不自由なく暮らしてきたが「欲しいものがある」と第14話と第19話で発言している。
中内 智（なかうち　さとる）
Bar「三ツ星洋酒堂」のシェフ。実家のフレンチの名店の後継者で料理人になるのが夢だったが、心因性の味覚障害となって自主的に退職した事が第14話で描かれた。第5話で同僚の料理人から実家に戻れと電話を受けている。雨宮と小林と中内の3人が同級生だったのは、高校の1年間のみだったとは中内の弁。
小林 直樹（こばやし　なおき）
Bar「三ツ星洋酒堂」のオーナーで第4話より登場。高校時代より小説家を目指しており、19歳でデビューした純文学作品『時の栞』で50万部を超える大ヒット作を書いた小説家だと、第19話にて小林を探し来訪した女性読者によって語られる。しかし現在は店の2階で寝起きし、誰にも伝えてはいないが心の底で「この店の缶詰が尽きたとき俺は死ぬ」と思っている。
第5話で養育費の支払いの督促を受けており、3人の中で唯一の既婚者の可能性がある。

## 連載状況
『ミステリーボニータ』にて2020年11月号より開始されたが、2022年6月号に掲載された『第21話』の店で初めて出会った女性客2人が映画をキッカケに意気投合するエピソードを「最後」に長期休載となった。
2022年7月号より掲載誌巻末の［contents］ページに毎号「休載告知」のみが1年半以上継続されてきたが、その休載告知も2024年4月号が最後で、2024年5月号に於いては電子版より「休載告知コーナー」が消滅し紙版に残っていた休載告知コーナーからも本作『西荻窪 三ツ星洋酒堂』の作品名が消えたのを確認した（2024年4月時点）。
なお作者からも秋田書店からも長期休載に至った事情説明の公式発表がされていないが、2022年6月7日・8月9日に、作者・浅井が同年7月号及び9月号・10月号は『編集部の意向で休載』となった旨の告知や読者向けに謝罪の言葉を発している。
秋田書店の公式サイトでは単行本2冊の扱いが「紙の本は品切れとなっております。」と記述され、分冊版として「第21話」まで電子配信をしていた各デジタル販売書店のWebサイトでは「2024年2月29日23時59分」をもって販売停止との告知や「現在、購入できません。」と、事実上の絶版となっている（2024年4月時点）。
単行本収録《第18話まで》
- 第1巻：全160頁、第1-9話、初出『月刊ミステリーボニータ』2020年11月号〜2021年4月号を収録[30]。
- 第2巻：全160頁、第10-18話、初出『月刊ミステリーボニータ』2021年5・7・9月号〜2022年3月号を収録[31]。

単行本未収録《第19-21話》
- 浅井西「西荻窪 三ツ星洋酒堂 第19話」『ミステリーボニータ 2022年4月特大号』第36巻、第4号、秋田書店、471-486頁、2022年、2022年3月6日。ASIN B09T41P7L1。全国書誌番号:00073768。「「5月特大号につづく」と記載」
- 浅井西「西荻窪 三ツ星洋酒堂 第20話」『ミステリーボニータ 2022年5月特大号』第36巻、第5号、秋田書店、353-368頁、2022年、2022年4月6日。ASIN B09W6QGKDP。「「6月特大号につづく」と記載」
- 浅井西「西荻窪 三ツ星洋酒堂 第21話」『ミステリーボニータ 2022年6月特大号』第36巻、第6号、秋田書店、451-466頁、2022年、2022年5月6日。ASIN B09Y8YRDKF。「「7月特大号につづく」と記載」

## 書誌情報
- 浅井西 『西荻窪 三ツ星洋酒堂』秋田書店〈ボニータコミックス〉、既刊2巻（2022年4月14日現在）
  1. 2021年3月16日発売[36][30]、ISBN 978-4-253-26511-9
  2. 2022年4月14日発売[31]、ISBN 978-4-253-26512-6

## イベント
展示 
- 「西荻窪 三ツ星洋酒堂」展 @ 東京・西荻北「HATOBA」(2021年6月3日-6月13日)[37]

## テレビドラマ
2021年2月から毎日放送深夜ドラマ枠『ドラマ特区』で放送。毎日放送では同年2月12日（11日深夜）から3月19日（18日深夜）の毎週金曜 0時59分 - 1時29分（木曜深夜）に放送された。主演は町田啓太（劇団EXILE）。今作がテレビ連続ドラマ初の主演となった
。

ザ・テレビジョンによると2021年3月調べで「沼ドラマ」第1位に選ばれた。「毎日放送(MBS)ほか数局の限られた放送ではあるが配信サービスなどでも見られたことや、2020年秋クール『30歳まで童貞だと魔法使いになれるらしい』での好演で人気に火がついた主演の町田啓太らキャストの芝居による温かい作品となりSNSで大きく盛り上がった」とある。

### キャスト
雨宮涼一朗
演 - 町田啓太（劇団EXILE）（高校時代：西垣匠）
「お気に召すまま」と言ってメニューを渡し、客の心に寄り添ったカクテルを差し出す美しきバーテンダー。兄がいる。
中内智
演 - 藤原季節（高校時代：大倉空人）
味覚を失った料理人。時に会話の聞き役になる。独身。
小林直樹
演 - 森崎ウィン（高校時代：早坂柊人）
バーのオーナー。雨宮とは缶詰めがなくなるまでの約束で店を継いでいる。
石黒萌香
演 - 今藤洋子
右隣の花屋の主人。
和木一彦
演 - 竹井亮介
左隣の本屋の主人。

#### ゲスト
第1話
梶野恵（かじの めぐみ）
演 - 大友花恋
広告会社の若手デザイナー。
竹本和馬（たけもと かずま）
演 - 松岡広大
中内の高級レストランで働いていたときの後輩。

第2話
浅田佳子（あさだ かこ）
演 - 村川絵梨
女優で中内の同級生。
吉岡
演 - 東谷英人
内装工。
浅田の夫
演 - 坂本慶介

第3話
権藤司（ごんどう つかさ）
演 - 近藤芳正
定年退職を迎えるサラリーマン。
権藤由紀子（ごんどう ゆきこ）
演 - 赤間麻里子
権藤の妻。
雨宮家の運転手
演 - 高桑満

第4話
西寛次（にし かんじ）
演 - 梶裕貴
原田の元相方。
原田晃（はらだ あきら）
演 - 小久保寿人
お笑いコンビ「ニシハラ団」の元メンバー。
竹本和馬（たけもと かずま）
演 - 松岡広大
中内の高級レストランで働いていたときの後輩。
雨宮家の運転手
演 - 高桑満
雨宮の兄
演 - 増田修一朗

第5話
神田幸平（かんだ こうへい）
演 - 前原滉
ミュージシャンとしての夢を追う青年。
崎本里奈（さきもと りな）
演 - 堀田茜
幸平の恋人。
小林の祖父（前オーナー）
演 - 大谷亮介
小林美咲 (小林の妻)
演 - 坂東希

第6話
才川尚美（さいかわ なおみ）
演 - 中山美穂
海外で活躍しているデザイナー。
小林の祖父（前オーナー）
演 - 大谷亮介
雨宮の兄
演 - 増田修一朗

### スタッフ
- 原作 - 浅井西『西荻窪 三ツ星洋酒堂』（ミステリーボニータ（秋田書店）連載中）
- 監督 - 村尾嘉昭、古林淳太郎、上浦侑奈
- 脚本 - モラル、谷賢一、村野玲子、戸田彬弘
- 音楽 - 若林タカツグ
- 主題歌 - I Don't Like Mondays.「ENTERTAINER」（rhythm zone）[45]
- エンディングテーマ - SARD UNDERGROUND「遠い星を数えて」（GIZA studio）[46]
- Bar監修 - 飯塚貴也、グランドニッコー東京 台場、YMCA国際ホテル専門学校
- 缶詰料理監修 - 黒瀬佐紀子
- チーフプロデューサー - 丸山博雄
- プロデューサー - 村島亘、松本桂子、塩村香里
- 制作 - TBSスパークル
- 製作 - 『西荻窪 三ツ星洋酒堂』製作委員会、毎日放送

### 放送日程
| 話数   | 放送日   | 放送日  | 脚本     | 監督       |
| 話数   | 毎日放送 | tvk     | 脚本     | 監督       |
| ------ | -------- | ------- | -------- | ---------- |
| 第1話  | 2月12日  | 2月11日 | モラル   | 村尾嘉昭   |
| 第2話  | 2月19日  | 2月18日 | 谷賢一   | 村尾嘉昭   |
| 第3話  | 2月26日  | 2月25日 | モラル   | 古林淳太郎 |
| 第4話  | 3月05日  | 3月04日 | 村野玲子 | 上浦侑奈   |
| 第5話  | 3月12日  | 3月11日 | 戸田彬弘 | 古林淳太郎 |
| 最終話 | 3月19日  | 3月18日 | 村野玲子 | 村尾嘉昭   |

### ネット局
| 放送期間                | 放送時間                     | 放送局       | 対象地域       | 備考                                             |
| ----------------------- | ---------------------------- | ------------ | -------------- | ------------------------------------------------ |
| 2021年2月11日 - 3月18日 | 木曜 23:00 - 23:30           | テレビ神奈川 | 神奈川県       | 1時間59分先行放送                                |
| 2021年2月12日 - 3月19日 | 金曜 0:59 - 1:29（木曜深夜） | 毎日放送     | 近畿広域圏     | 製作局                                           |
| 2021年2月13日 -         | 土曜 0:00 - 0:30（金曜深夜） | 千葉テレビ   | 千葉県         |                                                  |
| 2021年2月18日 -         | 木曜 0:00 - 0:30（水曜深夜） | テレビ埼玉   | 埼玉県         |                                                  |
|                         | 木曜 22:30 - 23:00           | とちぎテレビ | 栃木県         |                                                  |
|                         | 木曜 23:30 - 翌 0:00         | 群馬テレビ   | 群馬県         |                                                  |
| 2021年3月17日 - 4月20日 | 水曜 1:43 - (火曜深夜)       | 山陰放送     | 鳥取県、島根県 | 5話と6話は続けて放送される。水曜(火曜深夜)1:13 - |

| 毎日放送 ドラマ特区 | 毎日放送 ドラマ特区 | 毎日放送 ドラマ特区 |
| 前番組              | 番組名              | 次番組              |
| ------------------- | ------------------- | ------------------- |
| 夢中さ、きみに。    | 西荻窪 三ツ星洋酒堂 | RISKY               |

## テレビドラマ版商品情報

### 書籍
- 「ドラマ『西荻窪 三ツ星洋酒堂』公式ヴィジュアルBOOK」(2021年04月13日、秋田書店)[49]、ISBN 978-4-253-11106-5
  - 電子書籍版は2021年4月20日より各電子書店にて配信。[50]

### DVD & Blu-ray BOX
- 2021年7月9日に発売。

Blu-ray BOX【TCBD-1093】

DVD BOX【TCED-5778】

なお、特典として48分のメイキング画像が付属される。
- Amazonでは、DVD、Blu-rayともに、キービュアルB6クリアファイルが付く(値段は変わる)。
- EXILE TRIBE STATIONでの購入特典は

町田啓太ソロカットポストカードが付く。
- amazonのＴＶドラマ部門において、

新着ランキング１位、売れ筋ランキング２位と好スタートを切った。
- オリコンの週間ドラマ作品別映像ソフト売上ランキング(2021年7月19日付)において深夜ドラマだったにも関わらず２位と好スタートを切った[53]。